# Aline Sagols
Pour les articles homonymes, voir Sagols.
Aline Sagols, née Decayeux le 2 septembre 1967 à Blangy-sur-Bresle (Seine-Maritime), est une sportive française, de 1,81 m pour 75 kg
D'abord internationale de handball, elle participe ainsi au Championnat du monde 1986. Elle est ensuite internationale de rugby à XV, disputant notamment la Coupe du monde 2006 avec l'équipe de France de rugby à XV féminin.

## Biographie
Après le sport-études à Évreux, elle intègre l'INSEP et pratique le handball. Joueuse du Stade français Issy-les-Moulineaux, elle remporte la Coupe de France en 1987. Après avoir été sélectionnée en équipe de France espoir, elle connait sa première sélection en équipe de France à l'occasion du Championnat du monde 1986 et fait figure de grand espoir du handball français. Mais, à seulement 21 ans et après 40 sélections en équipe de France, elle décide de mettre brutalement un terme à sa carrière, à la grande déception du sélectionneur Bernard Bouteiller.
Plus tard, elle se tourne vers le rugby à XV. Malgré une hernie discale opérée en 2001, elle a pu redevenir performante pour obtenir trois titres nationaux en occupant le poste de troisième ligne à l’USAT XV Toulouges Languedoc. Elle a mis un terme à sa carrière de joueuse à la fin de la saison, 2005-2006.
Son époux, Henri Sagols, est l’entraîneur-kiné de l’équipe de Toulouges depuis 1995, après avoir été celui de l'équipe masculine de Banyuls-sur-Mer jusqu'en 1992. Elle est mère de trois enfants.
En 2018, elle forme un duo d'entraîneurs féminins avec Christelle Le Duff à la tête de l'équipe masculine de l'Union sportive Côte Vermeille en Fédérale 3. Elle est responsable de l'entraînement des avants.

## Palmarès

### Handball
- vainqueur de la Coupe de France en 1987
- 15e du Championnat du monde 1986
- 40 sélections en équipe de France

### Rugby à XV
- Sélectionnée en équipe de France à 63 reprises[4], de 1998 à 2005
- Tournoi des VI Nations en 2002, 2004 et 2005 (trois grand chelems)
- Championne d'Europe en 1999, 2000, et 2004 année du Grand Chelem
- 3e de la Coupe du monde en 2002 et 2006
- Championne de France avec l’USAT XV Toulouges en 2004 et 2005 2006